# Aeria (musikalbum)
Aeria är ett studioalbum av Oonagh. Albumet släpptes den 13 mars 2015.

## Låtlista
| Nr | Titel                                              | Låtskrivare                                                                              | Producent                      | Längd |
| -- | -------------------------------------------------- | ---------------------------------------------------------------------------------------- | ------------------------------ | ----- |
| 1  | Ananau – Wo die Höhen zum Himmel reichen           | Emilio Huamán, Javier Yupanki, Nadia Yupanki                                             | Thorsten Brötzmann, Roman Lüth | 3:15  |
| 2  | Silmaril – Schöner als die Sterne                  | Lukas Hainer, Hartmut Krech, Peter Müssig, Mark Nissen                                   | Hartmut Krech, Mark Nissen     | 3:26  |
| 3  | Eccaia – Von der Flut                              | Hannes Braun, Lukas Hainer, Hartmut Krech, Mark Nissen, Dave Roth                        | Hartmut Krech, Mark Nissen     | 3:30  |
| 4  | Tinúviël – Bis die Stille zerbricht                | Lukas Hainer, Hartmut Krech, Christoph Leis-Bendorff, Peter Müssig, Mark Nissen          | Ingo Politz                    | 4:11  |
| 5  | So still mein Herz (gästsångare Santiano & Oomph!) | Hannes Braun, Lukas Hainer, Hartmut Krech, Mark Nissen                                   | Hartmut Krech, Mark Nissen     | 4:20  |
| 6  | Lied der Zeit                                      | Hannes Braun, Hartmut Krech, Mark Nissen, Jovanka von Wilsdorf                           | Hartmut Krech, Mark Nissen     | 3:47  |
| 7  | Tinta – Von der Liebe                              | Rüdiger Maul, Niel Florian Mitra, Elisabeth Pawelke, Fiona Rüggeberg, Oliver Pade, Trad. | Ingo Politz                    | 3:55  |
| 8  | Ainulindalë – Der Lauf der Welten                  | Hannes Braun, Lukas Hainer, Hartmut Krech, Mark Nissen                                   | Thorsten Brötzmann             | 4:12  |
| 9  | Yalúme – Der Ort wo alles beginnt                  | Mark Bender, Thorsten Brötzmann, Ivo Moring                                              | Thorsten Brötzmann, Ivo Moring | 3:27  |
| 10 | Sie singt für die, die sie nicht hören             | Björn Both, Hannes Braun, Hartmut Krech, Mark Nissen                                     | Hartmut Krech, Mark Nissen     | 4:04  |
| 11 | Aeria – Vom Wind                                   | Hannes Braun, Lukas Hainer, Hartmut Krech, Mark Nissen                                   | Hartmut Krech, Mark Nissen     | 4:19  |
| 12 | Feanor – Herr des Lichts                           | Hannes Braun, Lukas Hainer, Hartmut Krech, Mark Nissen                                   | Thorsten Brötzmann             | 3:59  |
| 13 | Meldir vilui nîn                                   | Trad.                                                                                    | Thorsten Brötzmann, Ivo Moring | 3:04  |
|    | Fan Edition                                        |                                                                                          |                                |       |
| 14 | Tír na nÓg (gästsångare Celtic Woman)              | Hannes Braun, Lukas Hainer, Hartmut Krech, Mark Nissen                                   | Hartmut Krech, Mark Nissen     | 3:09  |
| 15 | Leuchte im Dunkeln                                 |                                                                                          |                                | 4:05  |
| 16 | Yavië – Der Winter naht                            |                                                                                          |                                | 3:34  |
| 17 | Christmas Secrets ( gästsångare Celtic Woman)      |                                                                                          |                                | 3:36  |